# Mordella sydneyana cairnsensis
Mordella sydneyana cairnsensis es una subespecie de coleóptero de la familia Mordellidae.

## Distribución geográfica
Habita en Queensland (Australia).